# Katalonien runt 2024
Katalonien runt 2024 var den 103:e upplagan av det spanska etapploppet Katalonien runt. Cykelloppets sju etapper kördes mellan den 18 och 24 mars 2024 med start i Sant Feliu de Guíxols och målgång i Barcelona. Loppet var en del av UCI World Tour 2024 och vanns av slovenske Tadej Pogačar från cykelstallet UAE Team Emirates.

## Deltagande lag
| WorldTeams (18)- Alpecin-Deceuninck - Arkéa-B&B Hotels - Astana Qazaqstan Team - Bahrain Victorious - Bora-Hansgrohe - Cofidis - Decathlon-AG2R La Mondiale - EF Education-EasyPost - Groupama-FDJ - Ineos Grenadiers - Intermarché-Wanty - Lidl-Trek - Movistar Team - Soudal Quick-Step - Team dsm-firmenich PostNL - Team Jayco AlUla - Team Visma \| Lease a Bike - UAE Team Emirates ProTeams (7)- Burgos-BH - Caja Rural-Seguros RGA - Equipo Kern Pharma - Euskaltel-Euskadi - Israel-Premier Tech - Lotto Dstny - Uno-X Mobility |
| |

## Etapper
| Etapp | Datum  | Start – mål                                   | type       | Distans (km) | Höjdskillnad (m) | Etappvinnare        | Totalledare   |
| ----- | ------ | --------------------------------------------- | ---------- | ------------ | ---------------- | ------------------- | ------------- |
| 1     | 18 mar | Sant Feliu de Guíxols – Sant Feliu de Guíxols | Kuperat    | 173,9        | 2 718 m          | Nick Schultz        | Nick Schultz  |
| 2     | 19 mar | Mataró – Vallter 2000                         | Bergsetapp | 186,5        | 3 470 m          | Tadej Pogačar       | Tadej Pogačar |
| 3     | 20 mar | Sant Joan de les Abadesses – Port Ainé        | Bergsetapp | 176,7        | 3 958 m          | Tadej Pogačar       | Tadej Pogačar |
| 4     | 21 mar | Sort – Lleida                                 |            | 169,2        | 1 346 m          | Marijn van den Berg | Tadej Pogačar |
| 5     | 22 mar | Altafulla – Viladecans                        |            | 167,3        | 2 243 m          | Axel Laurance       | Tadej Pogačar |
| 6     | 23 mar | Berga – Santuari de la Mare de Déu de Queralt | Bergsetapp | 154,7        | 4 075 m          | Tadej Pogačar       | Tadej Pogačar |
| 7     | 24 mar | Barcelona – Barcelona                         | Kuperat    | 145,3        | 2 060 m          | Tadej Pogačar       | Tadej Pogačar |

### 1:a etappen
| Sant Feliu de Guíxols - Sant Feliu de Guíxols | Kuperat | (173,9 km) |

| \| Placeringar i etappen \| Placeringar i etappen \| Placeringar i etappen \| Placeringar i etappen \| Placeringar i etappen \| \| Cyklist \| Cyklist \| Lag \| Tid \| \| \| --------------------- \| --------------------- \| -------------------------- \| --------------------- \| --------------------- \| \| 1. \| Nick Schultz \| Israel-Premier Tech \| 4t 11' 38" \| \| \| 2. \| Tadej Pogačar \| UAE Team Emirates \| + 0" \| \| \| 3. \| Stephen Williams \| Israel-Premier Tech \| + 0" \| \| \| 4. \| Dorian Godon \| Decathlon-AG2R La Mondiale \| + 0" \| \| \| 5. \| Axel Laurance \| Alpecin-Deceuninck \| + 0" \| \| \| 6. \| Rémy Rochas \| Groupama-FDJ \| + 0" \| \| \| 7. \| Ilan Van Wilder \| Soudal Quick-Step \| + 0" \| \| \| 8. \| Aleksandr Vlasov \| Bora-Hansgrohe \| + 0" \| \| \| 9. \| Sepp Kuss \| Team Visma \\| Lease a Bike \| + 0" \| \| \| 10. \| Harold Tejada \| Astana Qazaqstan Team \| + 0" \| \| |                  |                            |            |
| |                  |                            |            |
| Källa: ProCyclingStats |                  |                            |            |
| Placeringar i etappen |                  |                            |            |
| Cyklist | Cyklist          | Lag                        | Tid        |
| 1. | Nick Schultz     | Israel-Premier Tech        | 4t 11' 38" |
| 2. | Tadej Pogačar    | UAE Team Emirates          | + 0"       |
| 3. | Stephen Williams | Israel-Premier Tech        | + 0"       |
| 4. | Dorian Godon     | Decathlon-AG2R La Mondiale | + 0"       |
| 5. | Axel Laurance    | Alpecin-Deceuninck         | + 0"       |
| 6. | Rémy Rochas      | Groupama-FDJ               | + 0"       |
| 7. | Ilan Van Wilder  | Soudal Quick-Step          | + 0"       |
| 8. | Aleksandr Vlasov | Bora-Hansgrohe             | + 0"       |
| 9. | Sepp Kuss        | Team Visma \| Lease a Bike | + 0"       |
| 10. | Harold Tejada    | Astana Qazaqstan Team      | + 0"       |

| \| Totaltävlingen \| Totaltävlingen \| Totaltävlingen \| Totaltävlingen \| Totaltävlingen \| \| Cyklist \| Cyklist \| Lag \| Tid \| \| \| -------------- \| ---------------- \| -------------------------- \| -------------- \| -------------- \| \| 1. \| Nick Schultz \| Israel-Premier Tech \| 4t 11' 28" \| \| \| 2. \| Tadej Pogačar \| UAE Team Emirates \| + 2" \| \| \| 3. \| Stephen Williams \| Israel-Premier Tech \| + 6" \| \| \| 4. \| Egan Bernal \| Ineos Grenadiers \| + 7" \| \| \| 5. \| Laurens De Plus \| Ineos Grenadiers \| + 9" \| \| \| 6. \| Dorian Godon \| Decathlon-AG2R La Mondiale \| + 10" \| \| \| 7. \| Axel Laurance \| Alpecin-Deceuninck \| + 10" \| \| \| 8. \| Rémy Rochas \| Groupama-FDJ \| + 10" \| \| \| 9. \| Ilan Van Wilder \| Soudal Quick-Step \| + 10" \| \| \| 10. \| Aleksandr Vlasov \| Bora-Hansgrohe \| + 10" \| \| |                  |                            |            |
| |                  |                            |            |
| Källa: ProCyclingStats |                  |                            |            |
| Totaltävlingen |                  |                            |            |
| Cyklist | Cyklist          | Lag                        | Tid        |
| 1. | Nick Schultz     | Israel-Premier Tech        | 4t 11' 28" |
| 2. | Tadej Pogačar    | UAE Team Emirates          | + 2"       |
| 3. | Stephen Williams | Israel-Premier Tech        | + 6"       |
| 4. | Egan Bernal      | Ineos Grenadiers           | + 7"       |
| 5. | Laurens De Plus  | Ineos Grenadiers           | + 9"       |
| 6. | Dorian Godon     | Decathlon-AG2R La Mondiale | + 10"      |
| 7. | Axel Laurance    | Alpecin-Deceuninck         | + 10"      |
| 8. | Rémy Rochas      | Groupama-FDJ               | + 10"      |
| 9. | Ilan Van Wilder  | Soudal Quick-Step          | + 10"      |
| 10. | Aleksandr Vlasov | Bora-Hansgrohe             | + 10"      |

### 2:a etappen
| Mataró - Vallter 2000 | Bergsetapp | (186,5 km) |

| \| Placeringar i etappen \| Placeringar i etappen \| Placeringar i etappen \| Placeringar i etappen \| Placeringar i etappen \| \| Cyklist \| Cyklist \| Lag \| Tid \| \| \| --------------------- \| ------------------------ \| --------------------- \| --------------------- \| --------------------- \| \| 1. \| Tadej Pogačar \| UAE Team Emirates \| 4t 52' 37" \| \| \| 2. \| Mikel Landa \| Soudal Quick-Step \| + 1' 23" \| \| \| 3. \| Aleksandr Vlasov \| Bora-Hansgrohe \| + 1' 24" \| \| \| 4. \| João Almeida \| UAE Team Emirates \| + 1' 38" \| \| \| 5. \| Lenny Martinez \| Groupama-FDJ \| + 1' 43" \| \| \| 6. \| Chris Harper \| Team Jayco AlUla \| + 1' 44" \| \| \| 7. \| Egan Bernal \| Ineos Grenadiers \| + 1' 47" \| \| \| 8. \| Enric Mas \| Movistar Team \| + 1' 49" \| \| \| 9. \| Wout Poels \| Bahrain Victorious \| + 2' 03" \| \| \| 10. \| José Manuel Díaz Gallego \| Burgos-BH \| + 2' 03" \| \| |                          |                    |            |
| |                          |                    |            |
| Källa: ProCyclingStats |                          |                    |            |
| Placeringar i etappen |                          |                    |            |
| Cyklist | Cyklist                  | Lag                | Tid        |
| 1. | Tadej Pogačar            | UAE Team Emirates  | 4t 52' 37" |
| 2. | Mikel Landa              | Soudal Quick-Step  | + 1' 23"   |
| 3. | Aleksandr Vlasov         | Bora-Hansgrohe     | + 1' 24"   |
| 4. | João Almeida             | UAE Team Emirates  | + 1' 38"   |
| 5. | Lenny Martinez           | Groupama-FDJ       | + 1' 43"   |
| 6. | Chris Harper             | Team Jayco AlUla   | + 1' 44"   |
| 7. | Egan Bernal              | Ineos Grenadiers   | + 1' 47"   |
| 8. | Enric Mas                | Movistar Team      | + 1' 49"   |
| 9. | Wout Poels               | Bahrain Victorious | + 2' 03"   |
| 10. | José Manuel Díaz Gallego | Burgos-BH          | + 2' 03"   |

| \| Totaltävlingen \| Totaltävlingen \| Totaltävlingen \| Totaltävlingen \| Totaltävlingen \| \| Cyklist \| Cyklist \| Lag \| Tid \| \| \| -------------- \| ------------------------ \| -------------------------- \| -------------- \| -------------- \| \| 1. \| Tadej Pogačar \| UAE Team Emirates \| 9t 03' 57" \| \| \| 2. \| Mikel Landa \| Soudal Quick-Step \| + 1' 35" \| \| \| 3. \| Aleksandr Vlasov \| Bora-Hansgrohe \| + 1' 38" \| \| \| 4. \| João Almeida \| UAE Team Emirates \| + 1' 56" \| \| \| 5. \| Lenny Martinez \| Groupama-FDJ \| + 2' 01" \| \| \| 6. \| Chris Harper \| Team Jayco AlUla \| + 2' 02" \| \| \| 7. \| Egan Bernal \| Ineos Grenadiers \| + 2' 02" \| \| \| 8. \| Enric Mas \| Movistar Team \| + 2' 07" \| \| \| 9. \| Sepp Kuss \| Team Visma \\| Lease a Bike \| + 2' 21" \| \| \| 10. \| José Manuel Díaz Gallego \| Burgos-BH \| + 2' 21" \| \| |                          |                            |            |
| |                          |                            |            |
| Källa: ProCyclingStats |                          |                            |            |
| Totaltävlingen |                          |                            |            |
| Cyklist | Cyklist                  | Lag                        | Tid        |
| 1. | Tadej Pogačar            | UAE Team Emirates          | 9t 03' 57" |
| 2. | Mikel Landa              | Soudal Quick-Step          | + 1' 35"   |
| 3. | Aleksandr Vlasov         | Bora-Hansgrohe             | + 1' 38"   |
| 4. | João Almeida             | UAE Team Emirates          | + 1' 56"   |
| 5. | Lenny Martinez           | Groupama-FDJ               | + 2' 01"   |
| 6. | Chris Harper             | Team Jayco AlUla           | + 2' 02"   |
| 7. | Egan Bernal              | Ineos Grenadiers           | + 2' 02"   |
| 8. | Enric Mas                | Movistar Team              | + 2' 07"   |
| 9. | Sepp Kuss                | Team Visma \| Lease a Bike | + 2' 21"   |
| 10. | José Manuel Díaz Gallego | Burgos-BH                  | + 2' 21"   |

### 3:e etappen
| Sant Joan de les Abadesses - Port Ainé | Bergsetapp | (176,7 km) |

| \| Placeringar i etappen \| Placeringar i etappen \| Placeringar i etappen \| Placeringar i etappen \| Placeringar i etappen \| \| Cyklist \| Cyklist \| Lag \| Tid \| \| \| --------------------- \| --------------------- \| -------------------------- \| --------------------- \| --------------------- \| \| 1. \| Tadej Pogačar \| UAE Team Emirates \| 4t 34' 25" \| \| \| 2. \| Mikel Landa \| Soudal Quick-Step \| + 48" \| \| \| 3. \| Antonio Tiberi \| Bahrain Victorious \| + 1' 03" \| \| \| 4. \| Wout Poels \| Bahrain Victorious \| + 1' 03" \| \| \| 5. \| Sepp Kuss \| Team Visma \\| Lease a Bike \| + 1' 03" \| \| \| 6. \| Aleksandr Vlasov \| Bora-Hansgrohe \| + 1' 10" \| \| \| 7. \| Cristián Rodríguez \| Arkéa-B&B Hotels \| + 1' 10" \| \| \| 8. \| Chris Harper \| Team Jayco AlUla \| + 1' 10" \| \| \| 9. \| Lenny Martinez \| Groupama-FDJ \| + 1' 10" \| \| \| 10. \| Enric Mas \| Movistar Team \| + 1' 10" \| \| |                    |                            |            |
| |                    |                            |            |
| Källa: ProCyclingStats |                    |                            |            |
| Placeringar i etappen |                    |                            |            |
| Cyklist | Cyklist            | Lag                        | Tid        |
| 1. | Tadej Pogačar      | UAE Team Emirates          | 4t 34' 25" |
| 2. | Mikel Landa        | Soudal Quick-Step          | + 48"      |
| 3. | Antonio Tiberi     | Bahrain Victorious         | + 1' 03"   |
| 4. | Wout Poels         | Bahrain Victorious         | + 1' 03"   |
| 5. | Sepp Kuss          | Team Visma \| Lease a Bike | + 1' 03"   |
| 6. | Aleksandr Vlasov   | Bora-Hansgrohe             | + 1' 10"   |
| 7. | Cristián Rodríguez | Arkéa-B&B Hotels           | + 1' 10"   |
| 8. | Chris Harper       | Team Jayco AlUla           | + 1' 10"   |
| 9. | Lenny Martinez     | Groupama-FDJ               | + 1' 10"   |
| 10. | Enric Mas          | Movistar Team              | + 1' 10"   |

| \| Totaltävlingen \| Totaltävlingen \| Totaltävlingen \| Totaltävlingen \| Totaltävlingen \| \| Cyklist \| Cyklist \| Lag \| Tid \| \| \| -------------- \| ---------------- \| -------------------------- \| -------------- \| -------------- \| \| 1. \| Tadej Pogačar \| UAE Team Emirates \| 13t 38' 12" \| \| \| 2. \| Mikel Landa \| Soudal Quick-Step \| + 2' 27" \| \| \| 3. \| Aleksandr Vlasov \| Bora-Hansgrohe \| + 2' 55" \| \| \| 4. \| Lenny Martinez \| Groupama-FDJ \| + 3' 21" \| \| \| 5. \| Chris Harper \| Team Jayco AlUla \| + 3' 22" \| \| \| 6. \| Enric Mas \| Movistar Team \| + 3' 27" \| \| \| 7. \| Sepp Kuss \| Team Visma \\| Lease a Bike \| + 3' 34" \| \| \| 8. \| Wout Poels \| Bahrain Victorious \| + 3' 34" \| \| \| 9. \| Egan Bernal \| Ineos Grenadiers \| + 3' 50" \| \| \| 10. \| João Almeida \| UAE Team Emirates \| + 3' 52" \| \| |                  |                            |             |
| |                  |                            |             |
| Källa: ProCyclingStats |                  |                            |             |
| Totaltävlingen |                  |                            |             |
| Cyklist | Cyklist          | Lag                        | Tid         |
| 1. | Tadej Pogačar    | UAE Team Emirates          | 13t 38' 12" |
| 2. | Mikel Landa      | Soudal Quick-Step          | + 2' 27"    |
| 3. | Aleksandr Vlasov | Bora-Hansgrohe             | + 2' 55"    |
| 4. | Lenny Martinez   | Groupama-FDJ               | + 3' 21"    |
| 5. | Chris Harper     | Team Jayco AlUla           | + 3' 22"    |
| 6. | Enric Mas        | Movistar Team              | + 3' 27"    |
| 7. | Sepp Kuss        | Team Visma \| Lease a Bike | + 3' 34"    |
| 8. | Wout Poels       | Bahrain Victorious         | + 3' 34"    |
| 9. | Egan Bernal      | Ineos Grenadiers           | + 3' 50"    |
| 10. | João Almeida     | UAE Team Emirates          | + 3' 52"    |

### 4:e etappen
| Sort - Lleida |  | (169,2 km) |

| \| Placeringar i etappen \| Placeringar i etappen \| Placeringar i etappen \| Placeringar i etappen \| Placeringar i etappen \| \| Cyklist \| Cyklist \| Lag \| Tid \| \| \| --------------------- \| --------------------- \| -------------------------- \| --------------------- \| --------------------- \| \| 1. \| Marijn van den Berg \| EF Education-EasyPost \| 3t 40' 19" \| \| \| 2. \| Arne Marit \| Intermarché-Wanty \| + 0" \| \| \| 3. \| Emīls Liepiņš \| Team dsm-firmenich PostNL \| + 0" \| \| \| 4. \| Bryan Coquard \| Cofidis \| + 0" \| \| \| 5. \| Axel Laurance \| Alpecin-Deceuninck \| + 0" \| \| \| 6. \| Cyril Barthe \| Groupama-FDJ \| + 0" \| \| \| 7. \| Ethan Hayter \| Ineos Grenadiers \| + 0" \| \| \| 8. \| Dorian Godon \| Decathlon-AG2R La Mondiale \| + 0" \| \| \| 9. \| Orluis Aular \| Caja Rural-Seguros RGA \| + 0" \| \| \| 10. \| Jacopo Mosca \| Lidl-Trek \| + 0" \| \| |                     |                            |            |
| |                     |                            |            |
| Källa: ProCyclingStats |                     |                            |            |
| Placeringar i etappen |                     |                            |            |
| Cyklist | Cyklist             | Lag                        | Tid        |
| 1. | Marijn van den Berg | EF Education-EasyPost      | 3t 40' 19" |
| 2. | Arne Marit          | Intermarché-Wanty          | + 0"       |
| 3. | Emīls Liepiņš       | Team dsm-firmenich PostNL  | + 0"       |
| 4. | Bryan Coquard       | Cofidis                    | + 0"       |
| 5. | Axel Laurance       | Alpecin-Deceuninck         | + 0"       |
| 6. | Cyril Barthe        | Groupama-FDJ               | + 0"       |
| 7. | Ethan Hayter        | Ineos Grenadiers           | + 0"       |
| 8. | Dorian Godon        | Decathlon-AG2R La Mondiale | + 0"       |
| 9. | Orluis Aular        | Caja Rural-Seguros RGA     | + 0"       |
| 10. | Jacopo Mosca        | Lidl-Trek                  | + 0"       |

| \| Totaltävlingen \| Totaltävlingen \| Totaltävlingen \| Totaltävlingen \| Totaltävlingen \| \| Cyklist \| Cyklist \| Lag \| Tid \| \| \| -------------- \| ---------------- \| -------------------------- \| -------------- \| -------------- \| \| 1. \| Tadej Pogačar \| UAE Team Emirates \| 17t 18' 31" \| \| \| 2. \| Mikel Landa \| Soudal Quick-Step \| + 2' 27" \| \| \| 3. \| Aleksandr Vlasov \| Bora-Hansgrohe \| + 2' 55" \| \| \| 4. \| Lenny Martinez \| Groupama-FDJ \| + 3' 21" \| \| \| 5. \| Chris Harper \| Team Jayco AlUla \| + 3' 22" \| \| \| 6. \| Enric Mas \| Movistar Team \| + 3' 27" \| \| \| 7. \| Wout Poels \| Bahrain Victorious \| + 3' 31" \| \| \| 8. \| Sepp Kuss \| Team Visma \\| Lease a Bike \| + 3' 32" \| \| \| 9. \| Egan Bernal \| Ineos Grenadiers \| + 3' 50" \| \| \| 10. \| João Almeida \| UAE Team Emirates \| + 3' 52" \| \| |                  |                            |             |
| |                  |                            |             |
| Källa: ProCyclingStats |                  |                            |             |
| Totaltävlingen |                  |                            |             |
| Cyklist | Cyklist          | Lag                        | Tid         |
| 1. | Tadej Pogačar    | UAE Team Emirates          | 17t 18' 31" |
| 2. | Mikel Landa      | Soudal Quick-Step          | + 2' 27"    |
| 3. | Aleksandr Vlasov | Bora-Hansgrohe             | + 2' 55"    |
| 4. | Lenny Martinez   | Groupama-FDJ               | + 3' 21"    |
| 5. | Chris Harper     | Team Jayco AlUla           | + 3' 22"    |
| 6. | Enric Mas        | Movistar Team              | + 3' 27"    |
| 7. | Wout Poels       | Bahrain Victorious         | + 3' 31"    |
| 8. | Sepp Kuss        | Team Visma \| Lease a Bike | + 3' 32"    |
| 9. | Egan Bernal      | Ineos Grenadiers           | + 3' 50"    |
| 10. | João Almeida     | UAE Team Emirates          | + 3' 52"    |

### 5:e etappen
| Altafulla - Viladecans |  | (167,3 km) |

| \| Placeringar i etappen \| Placeringar i etappen \| Placeringar i etappen \| Placeringar i etappen \| Placeringar i etappen \| \| Cyklist \| Cyklist \| Lag \| Tid \| \| \| --------------------- \| --------------------- \| -------------------------- \| --------------------- \| --------------------- \| \| 1. \| Axel Laurance \| Alpecin-Deceuninck \| 3t 36' 05" \| \| \| 2. \| Marijn van den Berg \| EF Education-EasyPost \| + 0" \| \| \| 3. \| Bryan Coquard \| Cofidis \| + 0" \| \| \| 4. \| Orluis Aular \| Caja Rural-Seguros RGA \| + 0" \| \| \| 5. \| Stephen Williams \| Israel-Premier Tech \| + 0" \| \| \| 6. \| Patrick Konrad \| Lidl-Trek \| + 0" \| \| \| 7. \| Dorian Godon \| Decathlon-AG2R La Mondiale \| + 0" \| \| \| 8. \| Pau Miquel \| Equipo Kern Pharma \| + 0" \| \| \| 9. \| Fernando Barceló \| Caja Rural-Seguros RGA \| + 0" \| \| \| 10. \| Frank van den Broek \| Team dsm-firmenich PostNL \| + 0" \| \| |                     |                            |            |
| |                     |                            |            |
| Källa: ProCyclingStats |                     |                            |            |
| Placeringar i etappen |                     |                            |            |
| Cyklist | Cyklist             | Lag                        | Tid        |
| 1. | Axel Laurance       | Alpecin-Deceuninck         | 3t 36' 05" |
| 2. | Marijn van den Berg | EF Education-EasyPost      | + 0"       |
| 3. | Bryan Coquard       | Cofidis                    | + 0"       |
| 4. | Orluis Aular        | Caja Rural-Seguros RGA     | + 0"       |
| 5. | Stephen Williams    | Israel-Premier Tech        | + 0"       |
| 6. | Patrick Konrad      | Lidl-Trek                  | + 0"       |
| 7. | Dorian Godon        | Decathlon-AG2R La Mondiale | + 0"       |
| 8. | Pau Miquel          | Equipo Kern Pharma         | + 0"       |
| 9. | Fernando Barceló    | Caja Rural-Seguros RGA     | + 0"       |
| 10. | Frank van den Broek | Team dsm-firmenich PostNL  | + 0"       |

| \| Totaltävlingen \| Totaltävlingen \| Totaltävlingen \| Totaltävlingen \| Totaltävlingen \| \| Cyklist \| Cyklist \| Lag \| Tid \| \| \| -------------- \| ---------------- \| -------------------------- \| -------------- \| -------------- \| \| 1. \| Tadej Pogačar \| UAE Team Emirates \| 20t 54' 36" \| \| \| 2. \| Mikel Landa \| Soudal Quick-Step \| + 2' 27" \| \| \| 3. \| Aleksandr Vlasov \| Bora-Hansgrohe \| + 2' 55" \| \| \| 4. \| Lenny Martinez \| Groupama-FDJ \| + 3' 21" \| \| \| 5. \| Chris Harper \| Team Jayco AlUla \| + 3' 22" \| \| \| 6. \| Enric Mas \| Movistar Team \| + 3' 24" \| \| \| 7. \| Sepp Kuss \| Team Visma \\| Lease a Bike \| + 3' 31" \| \| \| 8. \| Wout Poels \| Bahrain Victorious \| + 3' 31" \| \| \| 9. \| Egan Bernal \| Ineos Grenadiers \| + 3' 50" \| \| \| 10. \| João Almeida \| UAE Team Emirates \| + 3' 52" \| \| |                  |                            |             |
| |                  |                            |             |
| Källa: ProCyclingStats |                  |                            |             |
| Totaltävlingen |                  |                            |             |
| Cyklist | Cyklist          | Lag                        | Tid         |
| 1. | Tadej Pogačar    | UAE Team Emirates          | 20t 54' 36" |
| 2. | Mikel Landa      | Soudal Quick-Step          | + 2' 27"    |
| 3. | Aleksandr Vlasov | Bora-Hansgrohe             | + 2' 55"    |
| 4. | Lenny Martinez   | Groupama-FDJ               | + 3' 21"    |
| 5. | Chris Harper     | Team Jayco AlUla           | + 3' 22"    |
| 6. | Enric Mas        | Movistar Team              | + 3' 24"    |
| 7. | Sepp Kuss        | Team Visma \| Lease a Bike | + 3' 31"    |
| 8. | Wout Poels       | Bahrain Victorious         | + 3' 31"    |
| 9. | Egan Bernal      | Ineos Grenadiers           | + 3' 50"    |
| 10. | João Almeida     | UAE Team Emirates          | + 3' 52"    |

### 6:e etappen
| Berga - Santuari de la Mare de Déu de Queralt | Bergsetapp | (154,7 km) |

| \| Placeringar i etappen \| Placeringar i etappen \| Placeringar i etappen \| Placeringar i etappen \| Placeringar i etappen \| \| Cyklist \| Cyklist \| Lag \| Tid \| \| \| --------------------- \| --------------------- \| --------------------- \| --------------------- \| --------------------- \| \| 1. \| Tadej Pogačar \| UAE Team Emirates \| 4t 11' 53" \| \| \| 2. \| Egan Bernal \| Ineos Grenadiers \| + 57" \| \| \| 3. \| Mikel Landa \| Soudal Quick-Step \| + 57" \| \| \| 4. \| Enric Mas \| Movistar Team \| + 2' 14" \| \| \| 5. \| Chris Harper \| Team Jayco AlUla \| + 2' 16" \| \| \| 6. \| Antonio Tiberi \| Bahrain Victorious \| + 2' 16" \| \| \| 7. \| João Almeida \| UAE Team Emirates \| + 2' 18" \| \| \| 8. \| Lenny Martinez \| Groupama-FDJ \| + 2' 18" \| \| \| 9. \| Lorenzo Fortunato \| Astana Qazaqstan Team \| + 2' 34" \| \| \| 10. \| Aleksandr Vlasov \| Bora-Hansgrohe \| + 2' 38" \| \| |                   |                       |            |
| |                   |                       |            |
| Källa: ProCyclingStats |                   |                       |            |
| Placeringar i etappen |                   |                       |            |
| Cyklist | Cyklist           | Lag                   | Tid        |
| 1. | Tadej Pogačar     | UAE Team Emirates     | 4t 11' 53" |
| 2. | Egan Bernal       | Ineos Grenadiers      | + 57"      |
| 3. | Mikel Landa       | Soudal Quick-Step     | + 57"      |
| 4. | Enric Mas         | Movistar Team         | + 2' 14"   |
| 5. | Chris Harper      | Team Jayco AlUla      | + 2' 16"   |
| 6. | Antonio Tiberi    | Bahrain Victorious    | + 2' 16"   |
| 7. | João Almeida      | UAE Team Emirates     | + 2' 18"   |
| 8. | Lenny Martinez    | Groupama-FDJ          | + 2' 18"   |
| 9. | Lorenzo Fortunato | Astana Qazaqstan Team | + 2' 34"   |
| 10. | Aleksandr Vlasov  | Bora-Hansgrohe        | + 2' 38"   |

| \| Totaltävlingen \| Totaltävlingen \| Totaltävlingen \| Totaltävlingen \| Totaltävlingen \| \| Cyklist \| Cyklist \| Lag \| Tid \| \| \| -------------- \| ----------------- \| --------------------- \| -------------- \| -------------- \| \| 1. \| Tadej Pogačar \| UAE Team Emirates \| 25t 06' 16" \| \| \| 2. \| Mikel Landa \| Soudal Quick-Step \| + 3' 31" \| \| \| 3. \| Egan Bernal \| Ineos Grenadiers \| + 3' 59" \| \| \| 4. \| Aleksandr Vlasov \| Bora-Hansgrohe \| + 5' 46" \| \| \| 5. \| Enric Mas \| Movistar Team \| + 5' 51" \| \| \| 6. \| Chris Harper \| Team Jayco AlUla \| + 5' 51" \| \| \| 7. \| Lenny Martinez \| Groupama-FDJ \| + 5' 52" \| \| \| 8. \| Antonio Tiberi \| Bahrain Victorious \| + 6' 23" \| \| \| 9. \| João Almeida \| UAE Team Emirates \| + 6' 23" \| \| \| 10. \| Lorenzo Fortunato \| Astana Qazaqstan Team \| + 7' 17" \| \| |                   |                       |             |
| |                   |                       |             |
| Källa: ProCyclingStats |                   |                       |             |
| Totaltävlingen |                   |                       |             |
| Cyklist | Cyklist           | Lag                   | Tid         |
| 1. | Tadej Pogačar     | UAE Team Emirates     | 25t 06' 16" |
| 2. | Mikel Landa       | Soudal Quick-Step     | + 3' 31"    |
| 3. | Egan Bernal       | Ineos Grenadiers      | + 3' 59"    |
| 4. | Aleksandr Vlasov  | Bora-Hansgrohe        | + 5' 46"    |
| 5. | Enric Mas         | Movistar Team         | + 5' 51"    |
| 6. | Chris Harper      | Team Jayco AlUla      | + 5' 51"    |
| 7. | Lenny Martinez    | Groupama-FDJ          | + 5' 52"    |
| 8. | Antonio Tiberi    | Bahrain Victorious    | + 6' 23"    |
| 9. | João Almeida      | UAE Team Emirates     | + 6' 23"    |
| 10. | Lorenzo Fortunato | Astana Qazaqstan Team | + 7' 17"    |

### 7:e etappen
| Barcelona - Barcelona | Kuperat | (145,3 km) |

| \| Placeringar i etappen \| Placeringar i etappen \| Placeringar i etappen \| Placeringar i etappen \| Placeringar i etappen \| \| Cyklist \| Cyklist \| Lag \| Tid \| \| \| --------------------- \| --------------------- \| -------------------------- \| --------------------- \| --------------------- \| \| 1. \| Tadej Pogačar \| UAE Team Emirates \| 3t 15' 23" \| \| \| 2. \| Dorian Godon \| Decathlon-AG2R La Mondiale \| + 0" \| \| \| 3. \| Guillaume Martin \| Cofidis \| + 0" \| \| \| 4. \| Stephen Williams \| Israel-Premier Tech \| + 0" \| \| \| 5. \| Patrick Konrad \| Lidl-Trek \| + 0" \| \| \| 6. \| Sergio Higuita \| Bora-Hansgrohe \| + 0" \| \| \| 7. \| David González \| Caja Rural-Seguros RGA \| + 0" \| \| \| 8. \| Antonio Tiberi \| Bahrain Victorious \| + 0" \| \| \| 9. \| Aleksandr Vlasov \| Bora-Hansgrohe \| + 0" \| \| \| 10. \| Wout Poels \| Bahrain Victorious \| + 0" \| \| |                  |                            |            |
| |                  |                            |            |
| Källa: ProCyclingStats |                  |                            |            |
| Placeringar i etappen |                  |                            |            |
| Cyklist | Cyklist          | Lag                        | Tid        |
| 1. | Tadej Pogačar    | UAE Team Emirates          | 3t 15' 23" |
| 2. | Dorian Godon     | Decathlon-AG2R La Mondiale | + 0"       |
| 3. | Guillaume Martin | Cofidis                    | + 0"       |
| 4. | Stephen Williams | Israel-Premier Tech        | + 0"       |
| 5. | Patrick Konrad   | Lidl-Trek                  | + 0"       |
| 6. | Sergio Higuita   | Bora-Hansgrohe             | + 0"       |
| 7. | David González   | Caja Rural-Seguros RGA     | + 0"       |
| 8. | Antonio Tiberi   | Bahrain Victorious         | + 0"       |
| 9. | Aleksandr Vlasov | Bora-Hansgrohe             | + 0"       |
| 10. | Wout Poels       | Bahrain Victorious         | + 0"       |

## Resultat

### Sammanlagt
| \| Totaltävlingen \| Totaltävlingen \| Totaltävlingen \| Totaltävlingen \| Totaltävlingen \| \| Cyklist \| Cyklist \| Lag \| Tid \| \| \| -------------- \| ----------------- \| --------------------- \| -------------- \| -------------- \| \| 1. \| Tadej Pogačar \| UAE Team Emirates \| 28t 21' 29" \| \| \| 2. \| Mikel Landa \| Soudal Quick-Step \| + 3' 41" \| \| \| 3. \| Egan Bernal \| Ineos Grenadiers \| + 5' 03" \| \| \| 4. \| Aleksandr Vlasov \| Bora-Hansgrohe \| + 5' 56" \| \| \| 5. \| Enric Mas \| Movistar Team \| + 6' 01" \| \| \| 6. \| Chris Harper \| Team Jayco AlUla \| + 6' 01" \| \| \| 7. \| Lenny Martinez \| Groupama-FDJ \| + 6' 02" \| \| \| 8. \| Antonio Tiberi \| Bahrain Victorious \| + 6' 33" \| \| \| 9. \| João Almeida \| UAE Team Emirates \| + 6' 33" \| \| \| 10. \| Lorenzo Fortunato \| Astana Qazaqstan Team \| + 7' 27" \| \| |                   |                       |             |
| |                   |                       |             |
| Källa: ProCyclingStats |                   |                       |             |
| Totaltävlingen |                   |                       |             |
| Cyklist | Cyklist           | Lag                   | Tid         |
| 1. | Tadej Pogačar     | UAE Team Emirates     | 28t 21' 29" |
| 2. | Mikel Landa       | Soudal Quick-Step     | + 3' 41"    |
| 3. | Egan Bernal       | Ineos Grenadiers      | + 5' 03"    |
| 4. | Aleksandr Vlasov  | Bora-Hansgrohe        | + 5' 56"    |
| 5. | Enric Mas         | Movistar Team         | + 6' 01"    |
| 6. | Chris Harper      | Team Jayco AlUla      | + 6' 01"    |
| 7. | Lenny Martinez    | Groupama-FDJ          | + 6' 02"    |
| 8. | Antonio Tiberi    | Bahrain Victorious    | + 6' 33"    |
| 9. | João Almeida      | UAE Team Emirates     | + 6' 33"    |
| 10. | Lorenzo Fortunato | Astana Qazaqstan Team | + 7' 27"    |

### Övriga tävlingar
| Poängtävlingen | Poängtävlingen   | Poängtävlingen        | Poängtävlingen | Poängtävlingen |
| Cyklist        | Cyklist          | Lag                   | Poäng          |                |
| -------------- | ---------------- | --------------------- | -------------- | -------------- |
| 1.             | Tadej Pogačar    | UAE Team Emirates     | 51 poäng       |                |
| 2.             | Mikel Landa      | Soudal Quick-Step     | 18 poäng       |                |
| 3.             | Nick Schultz     | Israel-Premier Tech   | 10 poäng       |                |
| 4.             | Axel Laurance    | Alpecin-Deceuninck    | 10 poäng       |                |
| 5.             | Egan Bernal      | Ineos Grenadiers      | 10 poäng       |                |
| 6.             | Idar Andersen    | Uno-X Mobility        | 9 poäng        |                |
| 7.             | Jimmy Janssens   | Alpecin-Deceuninck    | 8 poäng        |                |
| 8.             | Aleksandr Vlasov | Bora-Hansgrohe        | 7 poäng        |                |
| 9.             | Antonio Tiberi   | Bahrain Victorious    | 7 poäng        |                |
| 10.            | Hugh Carthy      | EF Education-EasyPost | 6 poäng        |                |

| Poängtävlingen | Poängtävlingen   | Poängtävlingen        | Poängtävlingen | Poängtävlingen |
| Cyklist        | Cyklist          | Lag                   | Poäng          |                |
| -------------- | ---------------- | --------------------- | -------------- | -------------- |
| 1.             | Tadej Pogačar    | UAE Team Emirates     | 51 poäng       |                |
| 2.             | Mikel Landa      | Soudal Quick-Step     | 18 poäng       |                |
| 3.             | Nick Schultz     | Israel-Premier Tech   | 10 poäng       |                |
| 4.             | Axel Laurance    | Alpecin-Deceuninck    | 10 poäng       |                |
| 5.             | Egan Bernal      | Ineos Grenadiers      | 10 poäng       |                |
| 6.             | Idar Andersen    | Uno-X Mobility        | 9 poäng        |                |
| 7.             | Jimmy Janssens   | Alpecin-Deceuninck    | 8 poäng        |                |
| 8.             | Aleksandr Vlasov | Bora-Hansgrohe        | 7 poäng        |                |
| 9.             | Antonio Tiberi   | Bahrain Victorious    | 7 poäng        |                |
| 10.            | Hugh Carthy      | EF Education-EasyPost | 6 poäng        |                |

| Bergstävlingen | Bergstävlingen    | Bergstävlingen             | Bergstävlingen | Bergstävlingen |
| Cyklist        | Cyklist           | Lag                        | Poäng          |                |
| -------------- | ----------------- | -------------------------- | -------------- | -------------- |
| 1.             | Tadej Pogačar     | UAE Team Emirates          | 103 poäng      |                |
| 2.             | Mikel Landa       | Soudal Quick-Step          | 70 poäng       |                |
| 3.             | Harold Tejada     | Astana Qazaqstan Team      | 37 poäng       |                |
| 4.             | Marc Soler        | UAE Team Emirates          | 35 poäng       |                |
| 5.             | Egan Bernal       | Ineos Grenadiers           | 29 poäng       |                |
| 6.             | Aleksandr Vlasov  | Bora-Hansgrohe             | 27 poäng       |                |
| 7.             | João Almeida      | UAE Team Emirates          | 24 poäng       |                |
| 8.             | Attila Valter     | Team Visma \| Lease a Bike | 21 poäng       |                |
| 9.             | Steven Kruijswijk | Team Visma \| Lease a Bike | 20 poäng       |                |
| 10.            | Antonio Tiberi    | Bahrain Victorious         | 19 poäng       |                |

| Bergstävlingen | Bergstävlingen    | Bergstävlingen             | Bergstävlingen | Bergstävlingen |
| Cyklist        | Cyklist           | Lag                        | Poäng          |                |
| -------------- | ----------------- | -------------------------- | -------------- | -------------- |
| 1.             | Tadej Pogačar     | UAE Team Emirates          | 103 poäng      |                |
| 2.             | Mikel Landa       | Soudal Quick-Step          | 70 poäng       |                |
| 3.             | Harold Tejada     | Astana Qazaqstan Team      | 37 poäng       |                |
| 4.             | Marc Soler        | UAE Team Emirates          | 35 poäng       |                |
| 5.             | Egan Bernal       | Ineos Grenadiers           | 29 poäng       |                |
| 6.             | Aleksandr Vlasov  | Bora-Hansgrohe             | 27 poäng       |                |
| 7.             | João Almeida      | UAE Team Emirates          | 24 poäng       |                |
| 8.             | Attila Valter     | Team Visma \| Lease a Bike | 21 poäng       |                |
| 9.             | Steven Kruijswijk | Team Visma \| Lease a Bike | 20 poäng       |                |
| 10.            | Antonio Tiberi    | Bahrain Victorious         | 19 poäng       |                |

| Ungdomstävlingen | Ungdomstävlingen       | Ungdomstävlingen           | Ungdomstävlingen | Ungdomstävlingen |
| Cyklist          | Cyklist                | Lag                        | Tid              |                  |
| ---------------- | ---------------------- | -------------------------- | ---------------- | ---------------- |
| 1.               | Lenny Martinez         | Groupama-FDJ               | 28t 27' 31"      |                  |
| 2.               | Antonio Tiberi         | Bahrain Victorious         | + 31"            |                  |
| 3.               | Johannes Kulset        | Uno-X Mobility             | + 9' 13"         |                  |
| 4.               | Valentin Paret-Peintre | Decathlon-AG2R La Mondiale | + 15' 08"        |                  |
| 5.               | Pablo Castrillo        | Equipo Kern Pharma         | + 15' 43"        |                  |
| 6.               | Darren Rafferty        | EF Education-EasyPost      | + 17' 38"        |                  |
| 7.               | William Junior Lecerf  | Soudal Quick-Step          | + 18' 31"        |                  |
| 8.               | Georg Steinhauser      | EF Education-EasyPost      | + 37' 37"        |                  |
| 9.               | Edoardo Zambanini      | Bahrain Victorious         | + 43' 11"        |                  |
| 10.              | Jorge Gutiérrez        | Equipo Kern Pharma         | + 49' 17"        |                  |

| Ungdomstävlingen | Ungdomstävlingen       | Ungdomstävlingen           | Ungdomstävlingen | Ungdomstävlingen |
| Cyklist          | Cyklist                | Lag                        | Tid              |                  |
| ---------------- | ---------------------- | -------------------------- | ---------------- | ---------------- |
| 1.               | Lenny Martinez         | Groupama-FDJ               | 28t 27' 31"      |                  |
| 2.               | Antonio Tiberi         | Bahrain Victorious         | + 31"            |                  |
| 3.               | Johannes Kulset        | Uno-X Mobility             | + 9' 13"         |                  |
| 4.               | Valentin Paret-Peintre | Decathlon-AG2R La Mondiale | + 15' 08"        |                  |
| 5.               | Pablo Castrillo        | Equipo Kern Pharma         | + 15' 43"        |                  |
| 6.               | Darren Rafferty        | EF Education-EasyPost      | + 17' 38"        |                  |
| 7.               | William Junior Lecerf  | Soudal Quick-Step          | + 18' 31"        |                  |
| 8.               | Georg Steinhauser      | EF Education-EasyPost      | + 37' 37"        |                  |
| 9.               | Edoardo Zambanini      | Bahrain Victorious         | + 43' 11"        |                  |
| 10.              | Jorge Gutiérrez        | Equipo Kern Pharma         | + 49' 17"        |                  |

| Lagtävlingen | Lagtävlingen               | Lagtävlingen | Lagtävlingen |
| Lag          | Lag                        | Tid          |              |
| ------------ | -------------------------- | ------------ | ------------ |
| 1.           | Bahrain Victorious         | 85t 32' 47"  |              |
| 2.           | Movistar Team              | + 2' 08"     |              |
| 3.           | Ineos Grenadiers           | + 2' 09"     |              |
| 4.           | Soudal Quick-Step          | + 7' 25"     |              |
| 5.           | UAE Team Emirates          | + 16' 36"    |              |
| 6.           | EF Education-EasyPost      | + 16' 42"    |              |
| 7.           | Team Visma \| Lease a Bike | + 17' 08"    |              |
| 8.           | Decathlon-AG2R La Mondiale | + 20' 25"    |              |
| 9.           | Bora-Hansgrohe             | + 28' 19"    |              |
| 10.          | Israel-Premier Tech        | + 36' 56"    |              |

| Lagtävlingen | Lagtävlingen               | Lagtävlingen | Lagtävlingen |
| Lag          | Lag                        | Tid          |              |
| ------------ | -------------------------- | ------------ | ------------ |
| 1.           | Bahrain Victorious         | 85t 32' 47"  |              |
| 2.           | Movistar Team              | + 2' 08"     |              |
| 3.           | Ineos Grenadiers           | + 2' 09"     |              |
| 4.           | Soudal Quick-Step          | + 7' 25"     |              |
| 5.           | UAE Team Emirates          | + 16' 36"    |              |
| 6.           | EF Education-EasyPost      | + 16' 42"    |              |
| 7.           | Team Visma \| Lease a Bike | + 17' 08"    |              |
| 8.           | Decathlon-AG2R La Mondiale | + 20' 25"    |              |
| 9.           | Bora-Hansgrohe             | + 28' 19"    |              |
| 10.          | Israel-Premier Tech        | + 36' 56"    |              |

## Startlista
| UAE Team Emirates UAD | UAE Team Emirates UAD          | UAE Team Emirates UAD |
| --------------------- | ------------------------------ | --------------------- |
| #                     | Cyklist                        | Placering             |
| 1                     | Tadej Pogačar (SLO) (landsväg) | 1.                    |
| 2                     | João Almeida (POR)             | 9.                    |
| 3                     | Pavel Sivakov (FRA)            | 85.                   |
| 4                     | Felix Großschartner (AUT)      | 130.                  |
| 5                     | Jay Vine (AUS)                 | DNS-2                 |
| 6                     | Domen Novak (SLO)              | DNF-7                 |
| 7                     | Marc Soler (ESP)               | 46.                   |

| Team Visma \| Lease a Bike TVL | Team Visma \| Lease a Bike TVL | Team Visma \| Lease a Bike TVL |
| ------------------------------ | ------------------------------ | ------------------------------ |
| #                              | Cyklist                        | Placering                      |
| 11                             | Sepp Kuss (USA)                | 13.                            |
| 12                             | Cian Uijtdebroeks (BEL)        | DNF-7                          |
| 13                             | Attila Valter (HUN) (landsväg) | 36.                            |
| 14                             | Bart Lemmen (NED)              | DNF-1                          |
| 15                             | Loe van Belle (NED)            | DNS-3                          |
| 16                             | Robert Gesink (NED)            | 65.                            |
| 17                             | Steven Kruijswijk (NED)        | 35.                            |

| Soudal Quick-Step SOQ | Soudal Quick-Step SOQ       | Soudal Quick-Step SOQ |
| --------------------- | --------------------------- | --------------------- |
| #                     | Cyklist                     | Placering             |
| 21                    | Mikel Landa (ESP)           | 2.                    |
| 22                    | Ilan Van Wilder (BEL)       | DNF-6                 |
| 23                    | William Junior Lecerf (BEL) | 32.                   |
| 24                    | James Knox (GBR)            | 59.                   |
| 25                    | Antoine Huby (FRA)          | 113.                  |
| 26                    | Jan Hirt (CZE)              | 20.                   |
| 27                    | Mauri Vansevenant (BEL)     | 54.                   |

| Ineos Grenadiers IGD | Ineos Grenadiers IGD   | Ineos Grenadiers IGD |
| -------------------- | ---------------------- | -------------------- |
| #                    | Cyklist                | Placering            |
| 31                   | Geraint Thomas (GBR)   | 27.                  |
| 32                   | Ethan Hayter (GBR)     | 119.                 |
| 33                   | Egan Bernal (COL)      | 3.                   |
| 34                   | Laurens De Plus (BEL)  | 16.                  |
| 35                   | Brandon Rivera (COL)   | 47.                  |
| 36                   | Óscar Rodríguez (ESP)  | 61.                  |
| 37                   | Salvatore Puccio (ITA) | 129.                 |

| Lidl-Trek LTK | Lidl-Trek LTK                | Lidl-Trek LTK |
| ------------- | ---------------------------- | ------------- |
| #             | Cyklist                      | Placering     |
| 41            | Patrick Konrad (AUT)         | 40.           |
| 42            | Bauke Mollema (NED)          | 75.           |
| 43            | Amanuel Gebrezgabihier (ERI) | 68.           |
| 44            | Carlos Verona (ESP)          | 17.           |
| 45            | Juan Pedro López (ESP)       | 37.           |
| 46            | Sam Oomen (NED)              | 41.           |
| 47            | Jacopo Mosca (ITA)           | 110.          |

| Bahrain Victorious TBV | Bahrain Victorious TBV  | Bahrain Victorious TBV |
| ---------------------- | ----------------------- | ---------------------- |
| #                      | Cyklist                 | Placering              |
| 51                     | Damiano Caruso (ITA)    | 19.                    |
| 52                     | Wout Poels (NED)        | 11.                    |
| 53                     | Jack Haig (AUS)         | 48.                    |
| 54                     | Torstein Træen (NOR)    | 82.                    |
| 55                     | Antonio Tiberi (ITA)    | 8.                     |
| 56                     | Edoardo Zambanini (ITA) | 58.                    |
| 57                     | Nicolò Buratti (ITA)    | 126.                   |

| Groupama-FDJ GFC | Groupama-FDJ GFC       | Groupama-FDJ GFC |
| ---------------- | ---------------------- | ---------------- |
| #                | Cyklist                | Placering        |
| 61               | Lenny Martinez (FRA)   | 7.               |
| 62               | Rémy Rochas (FRA)      | 77.              |
| 63               | Reuben Thompson (NZL)  | 97.              |
| 64               | Enzo Paleni (FRA)      | DNF-7            |
| 65               | Cyril Barthe (FRA)     | 123.             |
| 66               | Eddy Le Huitouze (FRA) | DNF-6            |
| 67               | Clément Davy (FRA)     | 122.             |

| Alpecin-Deceuninck ADC | Alpecin-Deceuninck ADC  | Alpecin-Deceuninck ADC |
| ---------------------- | ----------------------- | ---------------------- |
| #                      | Cyklist                 | Placering              |
| 71                     | Henri Uhlig (GER)       | 114.                   |
| 72                     | Axel Laurance (FRA)     | 79.                    |
| 73                     | Lars Boven (NED)        | DNF-2                  |
| 74                     | Edward Planckaert (BEL) | DNF-7                  |
| 75                     | Tobias Bayer (AUT)      | 111.                   |
| 76                     | Jimmy Janssens (BEL)    | 107.                   |
| 77                     | Sam Gaze (NZL)          | DNF-3                  |

| Bora-Hansgrohe BOH | Bora-Hansgrohe BOH     | Bora-Hansgrohe BOH |
| ------------------ | ---------------------- | ------------------ |
| #                  | Cyklist                | Placering          |
| 81                 | Aleksandr Vlasov (RUS) | 4.                 |
| 82                 | Sergio Higuita (COL)   | 33.                |
| 83                 | Ben Zwiehoff (GER)     | 90.                |
| 84                 | Florian Lipowitz (GER) | 45.                |
| 85                 | Frederik Wandahl (DEN) | 91.                |
| 86                 | Anton Palzer (GER)     | 53.                |
| 87                 | Cesare Benedetti (POL) | DNS-5              |

| EF Education-EasyPost EFE | EF Education-EasyPost EFE | EF Education-EasyPost EFE |
| ------------------------- | ------------------------- | ------------------------- |
| #                         | Cyklist                   | Placering                 |
| 91                        | Marijn van den Berg (NED) | DNS-6                     |
| 92                        | Hugh Carthy (GBR)         | 84.                       |
| 93                        | Esteban Chaves (COL)      | 22.                       |
| 94                        | Georg Steinhauser (GER)   | 51.                       |
| 95                        | Darren Rafferty (IRL)     | 31.                       |
| 96                        | Sean Quinn (USA)          | 24.                       |
| 97                        | Andrey Amador (CRC)       | DNS-6                     |

| Movistar Team MOV | Movistar Team MOV         | Movistar Team MOV |
| ----------------- | ------------------------- | ----------------- |
| #                 | Cyklist                   | Placering         |
| 101               | Enric Mas (ESP)           | 5.                |
| 102               | Einer Rubio (COL)         | 14.               |
| 103               | Iván García Cortina (ESP) | DNF-7             |
| 104               | Iván Sosa (COL)           | 56.               |
| 105               | Javier Romo (ESP)         | DNF-6             |
| 106               | Jorge Arcas (ESP)         | 102.              |
| 107               | Nairo Quintana (COL)      | DNF-7             |

| Team Jayco AlUla JAY | Team Jayco AlUla JAY          | Team Jayco AlUla JAY |
| -------------------- | ----------------------------- | -------------------- |
| #                    | Cyklist                       | Placering            |
| 111                  | Simon Yates (GBR)             | 57.                  |
| 112                  | Felix Engelhardt (GER)        | DNF-6                |
| 113                  | Chris Harper (AUS)            | 6.                   |
| 114                  | Jesús David Peña (COL)        | 101.                 |
| 115                  | Lawson Craddock (USA)         | DNF-5                |
| 116                  | Jan Maas (NED)                | DNF-7                |
| 117                  | Christopher Juul-Jensen (DEN) | 87.                  |

| Intermarché-Wanty IWA | Intermarché-Wanty IWA   | Intermarché-Wanty IWA |
| --------------------- | ----------------------- | --------------------- |
| #                     | Cyklist                 | Placering             |
| 121                   | Arne Marit (BEL)        | 135.                  |
| 122                   | Francesco Busatto (ITA) | 94.                   |
| 123                   | Louis Meintjes (RSA)    | 44.                   |
| 124                   | Lilian Calmejane (FRA)  | 81.                   |
| 125                   | Simone Petilli (ITA)    | DNF-7                 |
| 126                   | Rein Taaramäe (EST)     | DNF-7                 |
| 127                   | Kevin Colleoni (ITA)    | DNF-6                 |

| Cofidis COF | Cofidis COF            | Cofidis COF |
| ----------- | ---------------------- | ----------- |
| #           | Cyklist                | Placering   |
| 131         | Guillaume Martin (FRA) | 26.         |
| 132         | Bryan Coquard (FRA)    | DNF-7       |
| 133         | Jesús Herrada (ESP)    | 104.        |
| 134         | Ben Hermans (BEL)      | DNF-7       |
| 135         | Kenny Elissonde (FRA)  | DNF-7       |
| 136         | Jonathan Lastra (ESP)  | 86.         |
| 137         | Harrison Wood (GBR)    | 127.        |

| Team dsm-firmenich PostNL DFP | Team dsm-firmenich PostNL DFP  | Team dsm-firmenich PostNL DFP |
| ----------------------------- | ------------------------------ | ----------------------------- |
| #                             | Cyklist                        | Placering                     |
| 141                           | Pavel Bittner (CZE)            | DNS-3                         |
| 142                           | Emīls Liepiņš (LAT) (landsväg) | 133.                          |
| 143                           | Frank van den Broek (NED)      | DNF-7                         |
| 144                           | Romain Combaud (FRA)           | 92.                           |
| 145                           | Patrick Bevin (NZL)            | DNF-1                         |
| 146                           | Tim Naberman (NED)             | 134.                          |
| 147                           | Martijn Tusveld (NED)          | DNS-6                         |

| Decathlon-AG2R La Mondiale DAT | Decathlon-AG2R La Mondiale DAT | Decathlon-AG2R La Mondiale DAT |
| ------------------------------ | ------------------------------ | ------------------------------ |
| #                              | Cyklist                        | Placering                      |
| 151                            | Dorian Godon (FRA)             | 78.                            |
| 152                            | Clément Berthet (FRA)          | 18.                            |
| 153                            | Nicolas Prodhomme (FRA)        | 28.                            |
| 154                            | Valentin Paret-Peintre (FRA)   | 29.                            |
| 155                            | Alex Baudin (FRA)              | 93.                            |
| 156                            | Lawrence Warbasse (USA)        | 55.                            |
| 157                            | Jaakko Hänninen (FIN)          | 100.                           |

| Arkéa-B&B Hotels ARK | Arkéa-B&B Hotels ARK     | Arkéa-B&B Hotels ARK |
| -------------------- | ------------------------ | -------------------- |
| #                    | Cyklist                  | Placering            |
| 161                  | Cristián Rodríguez (ESP) | 12.                  |
| 162                  | Louis Barré (FRA)        | 109.                 |
| 163                  | Raúl García Pierna (ESP) | DNS-4                |
| 164                  | Laurens Huys (BEL)       | DNF-1                |
| 165                  | Michel Ries (LUX)        | 60.                  |
| 166                  | Alessandro Verre (ITA)   | 108.                 |
| 167                  | Kévin Ledanois (FRA)     | DNF-6                |

| Astana Qazaqstan Team AST | Astana Qazaqstan Team AST        | Astana Qazaqstan Team AST |
| ------------------------- | -------------------------------- | ------------------------- |
| #                         | Cyklist                          | Placering                 |
| 171                       | Lorenzo Fortunato (ITA)          | 10.                       |
| 172                       | Harold Tejada (COL)              | 70.                       |
| 173                       | Henok Mulubrhan (ERI) (landsväg) | 72.                       |
| 174                       | Ide Schelling (NED)              | DNF-6                     |
| 175                       | Vadim Pronskiy (KAZ)             | 95.                       |
| 176                       | Harold Martín López (ECU)        | 105.                      |
| 177                       | Santiago Umba (COL)              | 103.                      |

| Lotto Dstny LTD | Lotto Dstny LTD         | Lotto Dstny LTD |
| --------------- | ----------------------- | --------------- |
| #               | Cyklist                 | Placering       |
| 181             | Maxim Van Gils (BEL)    | DNF-3           |
| 182             | Andreas Kron (DEN)      | 67.             |
| 183             | Eduardo Sepúlveda (ARG) | 63.             |
| 184             | Johannes Adamietz (GER) | 96.             |
| 185             | Jonas Gregaard (DEN)    | 112.            |
| 186             | Jarrad Drizners (AUS)   | 131.            |
| 187             | Thomas De Gendt (BEL)   | 115.            |

| Israel-Premier Tech IPT | Israel-Premier Tech IPT  | Israel-Premier Tech IPT |
| ----------------------- | ------------------------ | ----------------------- |
| #                       | Cyklist                  | Placering               |
| 191                     | Michael Woods (CAN)      | 62.                     |
| 192                     | Stephen Williams (GBR)   | 52.                     |
| 193                     | Dylan Teuns (BEL)        | DNS-5                   |
| 194                     | Nick Schultz (AUS)       | 43.                     |
| 195                     | George Bennett (NZL)     | 15.                     |
| 196                     | Marco Frigo (ITA)        | 106.                    |
| 197                     | Matthew Riccitello (USA) | DNF-6                   |

| Uno-X Mobility UXM | Uno-X Mobility UXM               | Uno-X Mobility UXM |
| ------------------ | -------------------------------- | ------------------ |
| #                  | Cyklist                          | Placering          |
| 201                | Tobias Halland Johannessen (NOR) | 89.                |
| 202                | Andreas Leknessund (NOR)         | 25.                |
| 203                | Johannes Kulset (NOR)            | 21.                |
| 204                | Ådne Holter (NOR)                | 118.               |
| 205                | Anders Halland Johannessen (NOR) | 128.               |
| 206                | Martin Bugge Urianstad (NOR)     | 80.                |
| 207                | Idar Andersen (NOR)              | 121.               |

| Caja Rural-Seguros RGA CJR | Caja Rural-Seguros RGA CJR    | Caja Rural-Seguros RGA CJR |
| -------------------------- | ----------------------------- | -------------------------- |
| #                          | Cyklist                       | Placering                  |
| 211                        | Orluis Aular (VEN) (landsväg) | 73.                        |
| 212                        | Sebastian Berwick (AUS)       | 74.                        |
| 213                        | David González (ESP)          | 76.                        |
| 214                        | Fernando Barceló (ESP)        | 71.                        |
| 215                        | Jokin Murguialday (ESP)       | 120.                       |
| 216                        | Samuel Fernández (ESP)        | 116.                       |
| 217                        | Joel Nicolau (ESP)            | 49.                        |

| Equipo Kern Pharma EKP | Equipo Kern Pharma EKP | Equipo Kern Pharma EKP |
| ---------------------- | ---------------------- | ---------------------- |
| #                      | Cyklist                | Placering              |
| 221                    | Pablo Castrillo (ESP)  | 30.                    |
| 222                    | Urko Berrade (ESP)     | 99.                    |
| 223                    | José Félix Parra (ESP) | 50.                    |
| 224                    | Jon Agirre (ESP)       | 38.                    |
| 225                    | Jorge Gutiérrez (ESP)  | 66.                    |
| 226                    | Álex Jaime (ESP)       | 136.                   |
| 227                    | Pau Miquel (ESP)       | 83.                    |

| Burgos-BH BBH | Burgos-BH BBH                          | Burgos-BH BBH |
| ------------- | -------------------------------------- | ------------- |
| #             | Cyklist                                | Placering     |
| 231           | Jambaljamts Sainbayar (MGL) (landsväg) | 132.          |
| 232           | Antonio Fagúndez (URU)                 | 23.           |
| 233           | José Manuel Díaz Gallego (ESP)         | DNS-4         |
| 234           | Mario Aparicio (ESP)                   | 117.          |
| 235           | Ander Okamika (ESP)                    | 98.           |
| 236           | Victor Langellotti (MON)               | 39.           |
| 237           | Sinuhé Fernández (ESP)                 | 88.           |

| Euskaltel-Euskadi EUS | Euskaltel-Euskadi EUS    | Euskaltel-Euskadi EUS |
| --------------------- | ------------------------ | --------------------- |
| #                     | Cyklist                  | Placering             |
| 241                   | Joan Bou (ESP)           | 42.                   |
| 242                   | Mikel Bizkarra (ESP)     | DNF-5                 |
| 243                   | Luis Ángel Maté (ESP)    | 34.                   |
| 244                   | Mikel Iturria (ESP)      | 69.                   |
| 245                   | Víctor de la Parte (ESP) | 64.                   |
| 246                   | Xabier Isasa (ESP)       | 125.                  |
| 247                   | Asier Etxeberria (ESP)   | 124.                  |

| UAE Team Emirates UAD | UAE Team Emirates UAD          | UAE Team Emirates UAD |
| --------------------- | ------------------------------ | --------------------- |
| #                     | Cyklist                        | Placering             |
| 1                     | Tadej Pogačar (SLO) (landsväg) | 1.                    |
| 2                     | João Almeida (POR)             | 9.                    |
| 3                     | Pavel Sivakov (FRA)            | 85.                   |
| 4                     | Felix Großschartner (AUT)      | 130.                  |
| 5                     | Jay Vine (AUS)                 | DNS-2                 |
| 6                     | Domen Novak (SLO)              | DNF-7                 |
| 7                     | Marc Soler (ESP)               | 46.                   |

| Team Visma \| Lease a Bike TVL | Team Visma \| Lease a Bike TVL | Team Visma \| Lease a Bike TVL |
| ------------------------------ | ------------------------------ | ------------------------------ |
| #                              | Cyklist                        | Placering                      |
| 11                             | Sepp Kuss (USA)                | 13.                            |
| 12                             | Cian Uijtdebroeks (BEL)        | DNF-7                          |
| 13                             | Attila Valter (HUN) (landsväg) | 36.                            |
| 14                             | Bart Lemmen (NED)              | DNF-1                          |
| 15                             | Loe van Belle (NED)            | DNS-3                          |
| 16                             | Robert Gesink (NED)            | 65.                            |
| 17                             | Steven Kruijswijk (NED)        | 35.                            |

| Soudal Quick-Step SOQ | Soudal Quick-Step SOQ       | Soudal Quick-Step SOQ |
| --------------------- | --------------------------- | --------------------- |
| #                     | Cyklist                     | Placering             |
| 21                    | Mikel Landa (ESP)           | 2.                    |
| 22                    | Ilan Van Wilder (BEL)       | DNF-6                 |
| 23                    | William Junior Lecerf (BEL) | 32.                   |
| 24                    | James Knox (GBR)            | 59.                   |
| 25                    | Antoine Huby (FRA)          | 113.                  |
| 26                    | Jan Hirt (CZE)              | 20.                   |
| 27                    | Mauri Vansevenant (BEL)     | 54.                   |

| Ineos Grenadiers IGD | Ineos Grenadiers IGD   | Ineos Grenadiers IGD |
| -------------------- | ---------------------- | -------------------- |
| #                    | Cyklist                | Placering            |
| 31                   | Geraint Thomas (GBR)   | 27.                  |
| 32                   | Ethan Hayter (GBR)     | 119.                 |
| 33                   | Egan Bernal (COL)      | 3.                   |
| 34                   | Laurens De Plus (BEL)  | 16.                  |
| 35                   | Brandon Rivera (COL)   | 47.                  |
| 36                   | Óscar Rodríguez (ESP)  | 61.                  |
| 37                   | Salvatore Puccio (ITA) | 129.                 |

| Lidl-Trek LTK | Lidl-Trek LTK                | Lidl-Trek LTK |
| ------------- | ---------------------------- | ------------- |
| #             | Cyklist                      | Placering     |
| 41            | Patrick Konrad (AUT)         | 40.           |
| 42            | Bauke Mollema (NED)          | 75.           |
| 43            | Amanuel Gebrezgabihier (ERI) | 68.           |
| 44            | Carlos Verona (ESP)          | 17.           |
| 45            | Juan Pedro López (ESP)       | 37.           |
| 46            | Sam Oomen (NED)              | 41.           |
| 47            | Jacopo Mosca (ITA)           | 110.          |

| Bahrain Victorious TBV | Bahrain Victorious TBV  | Bahrain Victorious TBV |
| ---------------------- | ----------------------- | ---------------------- |
| #                      | Cyklist                 | Placering              |
| 51                     | Damiano Caruso (ITA)    | 19.                    |
| 52                     | Wout Poels (NED)        | 11.                    |
| 53                     | Jack Haig (AUS)         | 48.                    |
| 54                     | Torstein Træen (NOR)    | 82.                    |
| 55                     | Antonio Tiberi (ITA)    | 8.                     |
| 56                     | Edoardo Zambanini (ITA) | 58.                    |
| 57                     | Nicolò Buratti (ITA)    | 126.                   |

| Groupama-FDJ GFC | Groupama-FDJ GFC       | Groupama-FDJ GFC |
| ---------------- | ---------------------- | ---------------- |
| #                | Cyklist                | Placering        |
| 61               | Lenny Martinez (FRA)   | 7.               |
| 62               | Rémy Rochas (FRA)      | 77.              |
| 63               | Reuben Thompson (NZL)  | 97.              |
| 64               | Enzo Paleni (FRA)      | DNF-7            |
| 65               | Cyril Barthe (FRA)     | 123.             |
| 66               | Eddy Le Huitouze (FRA) | DNF-6            |
| 67               | Clément Davy (FRA)     | 122.             |

| Alpecin-Deceuninck ADC | Alpecin-Deceuninck ADC  | Alpecin-Deceuninck ADC |
| ---------------------- | ----------------------- | ---------------------- |
| #                      | Cyklist                 | Placering              |
| 71                     | Henri Uhlig (GER)       | 114.                   |
| 72                     | Axel Laurance (FRA)     | 79.                    |
| 73                     | Lars Boven (NED)        | DNF-2                  |
| 74                     | Edward Planckaert (BEL) | DNF-7                  |
| 75                     | Tobias Bayer (AUT)      | 111.                   |
| 76                     | Jimmy Janssens (BEL)    | 107.                   |
| 77                     | Sam Gaze (NZL)          | DNF-3                  |

| Bora-Hansgrohe BOH | Bora-Hansgrohe BOH     | Bora-Hansgrohe BOH |
| ------------------ | ---------------------- | ------------------ |
| #                  | Cyklist                | Placering          |
| 81                 | Aleksandr Vlasov (RUS) | 4.                 |
| 82                 | Sergio Higuita (COL)   | 33.                |
| 83                 | Ben Zwiehoff (GER)     | 90.                |
| 84                 | Florian Lipowitz (GER) | 45.                |
| 85                 | Frederik Wandahl (DEN) | 91.                |
| 86                 | Anton Palzer (GER)     | 53.                |
| 87                 | Cesare Benedetti (POL) | DNS-5              |

| EF Education-EasyPost EFE | EF Education-EasyPost EFE | EF Education-EasyPost EFE |
| ------------------------- | ------------------------- | ------------------------- |
| #                         | Cyklist                   | Placering                 |
| 91                        | Marijn van den Berg (NED) | DNS-6                     |
| 92                        | Hugh Carthy (GBR)         | 84.                       |
| 93                        | Esteban Chaves (COL)      | 22.                       |
| 94                        | Georg Steinhauser (GER)   | 51.                       |
| 95                        | Darren Rafferty (IRL)     | 31.                       |
| 96                        | Sean Quinn (USA)          | 24.                       |
| 97                        | Andrey Amador (CRC)       | DNS-6                     |

| Movistar Team MOV | Movistar Team MOV         | Movistar Team MOV |
| ----------------- | ------------------------- | ----------------- |
| #                 | Cyklist                   | Placering         |
| 101               | Enric Mas (ESP)           | 5.                |
| 102               | Einer Rubio (COL)         | 14.               |
| 103               | Iván García Cortina (ESP) | DNF-7             |
| 104               | Iván Sosa (COL)           | 56.               |
| 105               | Javier Romo (ESP)         | DNF-6             |
| 106               | Jorge Arcas (ESP)         | 102.              |
| 107               | Nairo Quintana (COL)      | DNF-7             |

| Team Jayco AlUla JAY | Team Jayco AlUla JAY          | Team Jayco AlUla JAY |
| -------------------- | ----------------------------- | -------------------- |
| #                    | Cyklist                       | Placering            |
| 111                  | Simon Yates (GBR)             | 57.                  |
| 112                  | Felix Engelhardt (GER)        | DNF-6                |
| 113                  | Chris Harper (AUS)            | 6.                   |
| 114                  | Jesús David Peña (COL)        | 101.                 |
| 115                  | Lawson Craddock (USA)         | DNF-5                |
| 116                  | Jan Maas (NED)                | DNF-7                |
| 117                  | Christopher Juul-Jensen (DEN) | 87.                  |

| Intermarché-Wanty IWA | Intermarché-Wanty IWA   | Intermarché-Wanty IWA |
| --------------------- | ----------------------- | --------------------- |
| #                     | Cyklist                 | Placering             |
| 121                   | Arne Marit (BEL)        | 135.                  |
| 122                   | Francesco Busatto (ITA) | 94.                   |
| 123                   | Louis Meintjes (RSA)    | 44.                   |
| 124                   | Lilian Calmejane (FRA)  | 81.                   |
| 125                   | Simone Petilli (ITA)    | DNF-7                 |
| 126                   | Rein Taaramäe (EST)     | DNF-7                 |
| 127                   | Kevin Colleoni (ITA)    | DNF-6                 |

| Cofidis COF | Cofidis COF            | Cofidis COF |
| ----------- | ---------------------- | ----------- |
| #           | Cyklist                | Placering   |
| 131         | Guillaume Martin (FRA) | 26.         |
| 132         | Bryan Coquard (FRA)    | DNF-7       |
| 133         | Jesús Herrada (ESP)    | 104.        |
| 134         | Ben Hermans (BEL)      | DNF-7       |
| 135         | Kenny Elissonde (FRA)  | DNF-7       |
| 136         | Jonathan Lastra (ESP)  | 86.         |
| 137         | Harrison Wood (GBR)    | 127.        |

| Team dsm-firmenich PostNL DFP | Team dsm-firmenich PostNL DFP  | Team dsm-firmenich PostNL DFP |
| ----------------------------- | ------------------------------ | ----------------------------- |
| #                             | Cyklist                        | Placering                     |
| 141                           | Pavel Bittner (CZE)            | DNS-3                         |
| 142                           | Emīls Liepiņš (LAT) (landsväg) | 133.                          |
| 143                           | Frank van den Broek (NED)      | DNF-7                         |
| 144                           | Romain Combaud (FRA)           | 92.                           |
| 145                           | Patrick Bevin (NZL)            | DNF-1                         |
| 146                           | Tim Naberman (NED)             | 134.                          |
| 147                           | Martijn Tusveld (NED)          | DNS-6                         |

| Decathlon-AG2R La Mondiale DAT | Decathlon-AG2R La Mondiale DAT | Decathlon-AG2R La Mondiale DAT |
| ------------------------------ | ------------------------------ | ------------------------------ |
| #                              | Cyklist                        | Placering                      |
| 151                            | Dorian Godon (FRA)             | 78.                            |
| 152                            | Clément Berthet (FRA)          | 18.                            |
| 153                            | Nicolas Prodhomme (FRA)        | 28.                            |
| 154                            | Valentin Paret-Peintre (FRA)   | 29.                            |
| 155                            | Alex Baudin (FRA)              | 93.                            |
| 156                            | Lawrence Warbasse (USA)        | 55.                            |
| 157                            | Jaakko Hänninen (FIN)          | 100.                           |

| Arkéa-B&B Hotels ARK | Arkéa-B&B Hotels ARK     | Arkéa-B&B Hotels ARK |
| -------------------- | ------------------------ | -------------------- |
| #                    | Cyklist                  | Placering            |
| 161                  | Cristián Rodríguez (ESP) | 12.                  |
| 162                  | Louis Barré (FRA)        | 109.                 |
| 163                  | Raúl García Pierna (ESP) | DNS-4                |
| 164                  | Laurens Huys (BEL)       | DNF-1                |
| 165                  | Michel Ries (LUX)        | 60.                  |
| 166                  | Alessandro Verre (ITA)   | 108.                 |
| 167                  | Kévin Ledanois (FRA)     | DNF-6                |

| Astana Qazaqstan Team AST | Astana Qazaqstan Team AST        | Astana Qazaqstan Team AST |
| ------------------------- | -------------------------------- | ------------------------- |
| #                         | Cyklist                          | Placering                 |
| 171                       | Lorenzo Fortunato (ITA)          | 10.                       |
| 172                       | Harold Tejada (COL)              | 70.                       |
| 173                       | Henok Mulubrhan (ERI) (landsväg) | 72.                       |
| 174                       | Ide Schelling (NED)              | DNF-6                     |
| 175                       | Vadim Pronskiy (KAZ)             | 95.                       |
| 176                       | Harold Martín López (ECU)        | 105.                      |
| 177                       | Santiago Umba (COL)              | 103.                      |

| Lotto Dstny LTD | Lotto Dstny LTD         | Lotto Dstny LTD |
| --------------- | ----------------------- | --------------- |
| #               | Cyklist                 | Placering       |
| 181             | Maxim Van Gils (BEL)    | DNF-3           |
| 182             | Andreas Kron (DEN)      | 67.             |
| 183             | Eduardo Sepúlveda (ARG) | 63.             |
| 184             | Johannes Adamietz (GER) | 96.             |
| 185             | Jonas Gregaard (DEN)    | 112.            |
| 186             | Jarrad Drizners (AUS)   | 131.            |
| 187             | Thomas De Gendt (BEL)   | 115.            |

| Israel-Premier Tech IPT | Israel-Premier Tech IPT  | Israel-Premier Tech IPT |
| ----------------------- | ------------------------ | ----------------------- |
| #                       | Cyklist                  | Placering               |
| 191                     | Michael Woods (CAN)      | 62.                     |
| 192                     | Stephen Williams (GBR)   | 52.                     |
| 193                     | Dylan Teuns (BEL)        | DNS-5                   |
| 194                     | Nick Schultz (AUS)       | 43.                     |
| 195                     | George Bennett (NZL)     | 15.                     |
| 196                     | Marco Frigo (ITA)        | 106.                    |
| 197                     | Matthew Riccitello (USA) | DNF-6                   |

| Uno-X Mobility UXM | Uno-X Mobility UXM               | Uno-X Mobility UXM |
| ------------------ | -------------------------------- | ------------------ |
| #                  | Cyklist                          | Placering          |
| 201                | Tobias Halland Johannessen (NOR) | 89.                |
| 202                | Andreas Leknessund (NOR)         | 25.                |
| 203                | Johannes Kulset (NOR)            | 21.                |
| 204                | Ådne Holter (NOR)                | 118.               |
| 205                | Anders Halland Johannessen (NOR) | 128.               |
| 206                | Martin Bugge Urianstad (NOR)     | 80.                |
| 207                | Idar Andersen (NOR)              | 121.               |

| Caja Rural-Seguros RGA CJR | Caja Rural-Seguros RGA CJR    | Caja Rural-Seguros RGA CJR |
| -------------------------- | ----------------------------- | -------------------------- |
| #                          | Cyklist                       | Placering                  |
| 211                        | Orluis Aular (VEN) (landsväg) | 73.                        |
| 212                        | Sebastian Berwick (AUS)       | 74.                        |
| 213                        | David González (ESP)          | 76.                        |
| 214                        | Fernando Barceló (ESP)        | 71.                        |
| 215                        | Jokin Murguialday (ESP)       | 120.                       |
| 216                        | Samuel Fernández (ESP)        | 116.                       |
| 217                        | Joel Nicolau (ESP)            | 49.                        |

| Equipo Kern Pharma EKP | Equipo Kern Pharma EKP | Equipo Kern Pharma EKP |
| ---------------------- | ---------------------- | ---------------------- |
| #                      | Cyklist                | Placering              |
| 221                    | Pablo Castrillo (ESP)  | 30.                    |
| 222                    | Urko Berrade (ESP)     | 99.                    |
| 223                    | José Félix Parra (ESP) | 50.                    |
| 224                    | Jon Agirre (ESP)       | 38.                    |
| 225                    | Jorge Gutiérrez (ESP)  | 66.                    |
| 226                    | Álex Jaime (ESP)       | 136.                   |
| 227                    | Pau Miquel (ESP)       | 83.                    |

| Burgos-BH BBH | Burgos-BH BBH                          | Burgos-BH BBH |
| ------------- | -------------------------------------- | ------------- |
| #             | Cyklist                                | Placering     |
| 231           | Jambaljamts Sainbayar (MGL) (landsväg) | 132.          |
| 232           | Antonio Fagúndez (URU)                 | 23.           |
| 233           | José Manuel Díaz Gallego (ESP)         | DNS-4         |
| 234           | Mario Aparicio (ESP)                   | 117.          |
| 235           | Ander Okamika (ESP)                    | 98.           |
| 236           | Victor Langellotti (MON)               | 39.           |
| 237           | Sinuhé Fernández (ESP)                 | 88.           |

| Euskaltel-Euskadi EUS | Euskaltel-Euskadi EUS    | Euskaltel-Euskadi EUS |
| --------------------- | ------------------------ | --------------------- |
| #                     | Cyklist                  | Placering             |
| 241                   | Joan Bou (ESP)           | 42.                   |
| 242                   | Mikel Bizkarra (ESP)     | DNF-5                 |
| 243                   | Luis Ángel Maté (ESP)    | 34.                   |
| 244                   | Mikel Iturria (ESP)      | 69.                   |
| 245                   | Víctor de la Parte (ESP) | 64.                   |
| 246                   | Xabier Isasa (ESP)       | 125.                  |
| 247                   | Asier Etxeberria (ESP)   | 124.                  |

Förklaringar
DNF = Fullföljde inte, OTL = Utanför tidsgränsen, DNS = Startade inte, DSQ = Diskvalificerad